# Дін-Дайал Захід
Дін-Дайал Захід (Deen Dayal West) – офшорне газове родовище в басейні Крішна-Годаварі.

## Відкриття родовища
Родовище відноситься до блоку KG-OSN-2001/3, права на розвідку якого отримала державна компанія Gujarat State Petroleum Corporation (GSPC, 80%) у партнерстві з GeoGlobal Resources та Jubilant Enpro (по 10%).
Відкриття сталось в 2005 році унаслідок спорудження самопідіймальною буровою установкою «Perro Negro 3» розвідувальної свердловини KG-8, геофізичні дослідження у якій по досягненні глибини 4595 метрів (із загальних запланованих 5000 метрів) показали обнадійливі результати щодо наявності вуглеводнів у відкладах нижньої крейди. 
В 2006 – 2007 роках «Perro Negro 3» спорудила з тієї ж точки 3 похило-спрямовані свердловини,– розвідувальні KG-17, KG-15 та оціночну KG-28, відхилення яких від вертикалі склало 700 метрів, 750 метрів та 1500 метрів відповідно. Свердловини підтвердили поширення покладів, при цьому KG-17 також показала на тестуванні приплив газу та конденсату з глибини біля 3800 метрів із порід верхньої крейди.

## Облаштування родовища
Родовище знаходиться на мілководді – глибина моря лише 60 метрів, тому для його облаштування використали стаціонарні споруди. Були споруджені платформа для розміщення фонтанних арматур (WHP, Well Head Platform), платформа з обладнанням для підготовки та житловим модулем (PLQP, Process Cum Living Quarters Platform) та факельна вежа. Для монтажу задіяли судно «Hermod», яке обладнане краном великої вантажопідйомності (найбільший елемент платформ важив 3900 тон).
Проект розробки включав спорудження до 2017-го року 11 свердловин, а також повторне освоєння вже наявних 4 розвідувальних/оціночних свердловин. Восени 2011-го самопідіймальне судно «Deep Sea Driller-1» спорудило початкові секції чотирьох нових свердловин.
Газ відправлється з PLQP на берегову установку підготовки у Маллаварам через трубопровід довжиною 24,5 км (з них 21,5 км офшорна частина, включаючи ділянку по одному з рукавів дельти Годаварі) та діаметром 500 мм.
Комплекс в Маллаварам сполучений з сусіднім терміналом компанії RIL у Гадімога, від якого бере початок газопровід Схід – Захід.

## Запаси
В 2005-му головний міністр штату Гуджарат, оголосив про відкриття свердловиною KG-8 родовища із запасами біля 600 млрд м3. Хоча при погодженні на початку 2010-х проекту розробки геологічна служба Індії оцінила запаси лише у 50 млрд м3, заяви щодо відкриття супергігантського родовища зустрічались і надалі, так, в 2016-му міністр фінансів Гуджарату стверджував, що блок містить 408 млрд м3. 
Тестовий видобуток газу з Дін-Дайал Захід стартував у 2014-му, при цьому первісно вдалось отримати продуктивність менш ніж 0,6 млн м3 на добу при проектному показнику до 5,6 млн м3.
Наприкінці 2017-го спеціалізована аудиторська компанія Ryder Scott надала оцінку запасів Дін-Дайал Захід у 30 млрд м3, що, зокрема, пояснювалось складною геологією та низьким очікуваним рівнем вилучення геологічних ресурсі на рівні 19%. Такий результат став причиною для невдоволення представників індійської державної компанії ONGC, яка того ж року викупила у GSPC її частку.